# بيير كيشار
بيير كيشار (5 نوفمبر 1939 - 6 أبريل 2021)، هو مؤرخ فرنسي وعالم آثار وعالم العصور الوسطى وأكاديمي. تخصص في الأندلس والمسلمين الغربيين في العصور الوسطى. يُعد من أكبر المؤرخين المتخصصين في التاريخ الأندلسي. انجر دكتوراه السلك الثالث حول البنيات «الشرقية» والبنيات الغربية بالاندلس وهي دراسة انثروبولوجية،

## من مؤلفاته
- كتاب: «الأندلس البنية الانثروبولوجية لمجتمع إسلامي في الغرب».